# Bank of Chongqing
Bank of Chongqing Company Limited, «Банк Чунцина» (CQB; кит. упр. 重庆银行股份有限公司, пиньинь Chóngqìng yínxíng gǔfèn yǒuxiàn gōngsī, палл. Чунцин иньсин гуфэнь юсянь гунсы — акционерный местный коммерческий банк со штаб-квартирой в городе Чунцине, Китай.

## История
Банк Чунцина основан 2 сентября 1996 года как Chongqing Commercial Bank., Ltd., (кит. упр. 重庆城市合作银行, пиньинь Chóngqìng chéngshì hézuò yínháng) путём слияния местных городских кредитных кооперативов в Чунцине. Акционеры первоначальных кооперативов стали акционерами-основателями в недавно созданном банке. Банк Чунцина получил своё современное именование 19 сентября 2007 года.
В апреле 2008 года Народный банк Китая утвердил общенациональные операционные права, сделав Банк Чунцина вторым акционерным местным коммерческим банком с национальными местными названиями в центральном и западном регионах (второй — Hankou Bank). В число крупных проектов, которые кредитовал банк, входили гидроэлектростанция «Три ущелья», железнодорожный вокзал Чунцина, проект строительства электросети Центрального Китая, проект строительства порта Бэйхай, проекты жилищного строительства на острове Хайнань и т. д. В настоящее время имеет филиалы в Чунцине, Гуйяне, Цзуньи, Люпаньшуе, Чэнду, Лэшане, Гуанъане, Сиане и Яньане.
В октябре 2013 года Банк Чунцина провёл первичное публичное размещение акций в Гонконге, продав 707,5 млн Х-акций по цене предложения от 5,6 до 6,5 гонконгских долларов, собрав средства на сумму от 3,962 до 4,599 млрд юаней. Кроме того, Банк Чунцина представил Национальный банк Канады, China Fortune Financial Holdings Company и Chongqing Beiheng Investment Development Company в качестве основных инвесторов, а первый крупнейший акционер, Chongqing Yufu Operation and Management Company, и второй крупнейший акционер, гонконгский Dah Sing Bank, потратили по 261 млн юаней на подписку на Х-акции Банка Чунцина.
6 ноября 2013 года Bank of Chongqing был зарегистрирован на Гонконгской фондовой бирже. По состоянию на конец 2013 года его общие активы составляли 206,787 миллиарда юаней, депозиты — 148,801 миллиарда юаней, кредиты — 90,504 миллиарда юаней, а чистая прибыль составила 2,329 миллиарда юаней. 24 июня 2015 года Банк Чунцина разместил 810 миллионов Х-акций компаниям Automobile Group, Shanghai Shimao, Life Insurance, National Holdings и Zhongrong International. На новые акции пришлось около 23,04 % увеличенного общего акционерного капитала. составила 7,65 юаня за акцию для привлечения средств 6,197 млрд юаней. После завершения сделки доля Х-акций Dah Sing Bank упала с 16,9 % до 13 %.

## Деятельность
По состоянию на конец 2023 года у Банка Чунцина было 189 отделений и 360 банкоматов; обслуживая более 830 000 частных клиентов и более 30 000 корпоративных клиентов. Активы составили 760 млрд юаней (106 млрд долларов), из них 381 млрд юаней пришёлся на выданные кредиты. Принятые депозиты составили 415 млрд юаней.

## Собственники
Акции Банка Чунцина торгуются на Гонконгской фондовой бирже под тикером 1963, а с 2021 года также на Шанхайской фондовой бирже под тикером 601963. По состоянию на 2023 год доля участия в акциях банка была следующей:
| Место | Владелец                                         | Процент вдладения |
| ----- | ------------------------------------------------ | ----------------- |
| 1     | Hong Kong Exchanges and Clearing Limited         | 33,75             |
| 2     | Chongqing Yufu Capital Operation Group Co., Ltd. | 14,17             |
| 5     | Dah Sing Bank Co., Ltd.                          | 13,20             |
| 5     | 4Chongqing Water Conservancy Investment Group    | 8,50              |
| 6     | Lifan Technology (Group) Co., Ltd.               | 8,49              |
|       | Прочие                                           | 22,00             |
|       | Всего                                            | 100,00            |